# Sardegna Semidano Mogoro
Il Sardegna Semidano Mogoro è un vino DOC la cui produzione è consentita nelle province di Cagliari e Oristano.

## Caratteristiche organolettiche
- colore: giallo paglierino con riflessi tendenti al dorato
- odore: profumo delicato di fruttato, caratteristico
- sapore: morbido, sapido, fresco

cenni storici

## Produzione
Provincia, stagione, volume in ettolitri
- nessun dato disponibile